# Kursächsische Postmeilensäule Auma

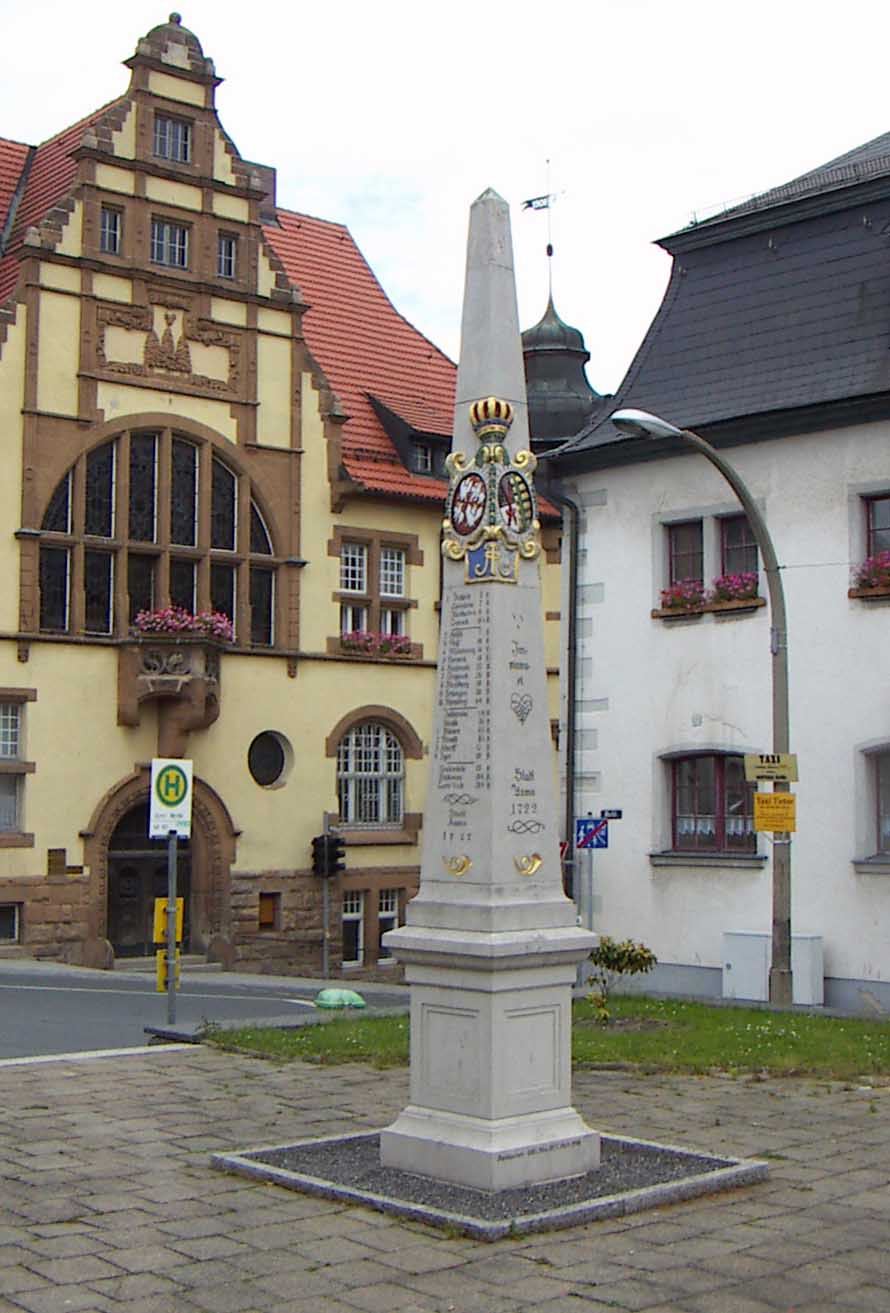
Distanzsäule Auma

Die denkmalgeschützte kursächsische Postmeilensäule Auma gehört zu den Postmeilensäulen, die im Auftrag des Kurfürsten Friedrich August I. von Sachsen durch den Land- und Grenzkommissar Adam Friedrich Zürner in der 1. Hälfte des 18. Jahrhunderts im Kurfürstentum Sachsen errichtet worden sind. Die wappengeschmückte Distanzsäule befindet sich auf dem Markt in Auma im thüringischen Landkreis Greiz. 

## Geschichte

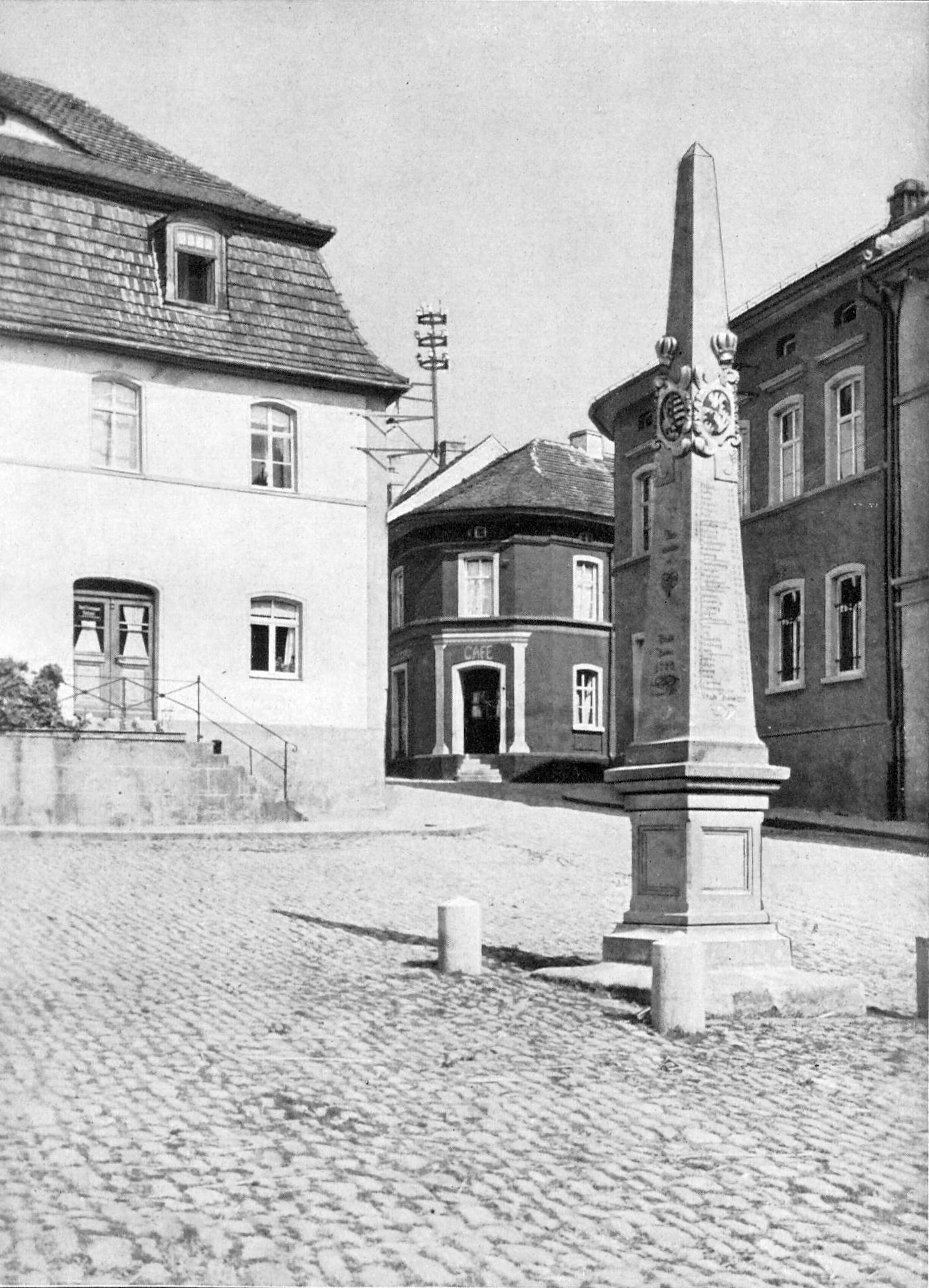
Ansicht 1930

Die Distanzsäule wurde 1722 auf dem Marktplatz aufgestellt. Durch die Stadt führte damals der Postkurs von Leipzig über Gera und Weida nach Schleiz und Hof. Die Säule wurde 1883 und 1922 restauriert. Unmittelbar vor Ende des Zweiten Weltkrieges wurde die Säule zerstört. Danach wurde eine Kopie angefertigt, wobei allerdings historische Fehler in der Gestaltung des Sockelbereiches erfolgt sind. Auch die Schriftseite mit dem Dreifaltigkeitstropfen und den Inschriften "Immanuel" und "Gott mit uns" entspricht nicht dem Originalzustand. Dies wurde auch bei den letzten Restaurierungen nicht geändert. Zwei bei Restaurierungen nicht mehr verwendete Schriftblöcke (Schäfte) stehen heute im Hof des Museums.

## Aufbau
Wie fast alle Distanzsäulen besteht sie aus sieben Teilen. Sockel, Postament und Postamentbekrönung bilden den Unterbau.
Der Oberbau besteht aus Zwischenplatte, Schaft, Wappenstück und Spitze.